# Eptesicus diminutus
El murciélago pardo chico (Eptesicus diminutus) es una especie de murciélago de la familia Vespertilionidae.

## Descripción
Ls murciélagos pardos chicos tienen los pelos bicolor con bases oscuras y puntas de marrones, ventralmente más pálidos; los del noroeste son más oscuros, con pelos unicoloreados; orejas con puntas redondeadas; calcar largo. Cabeza y cuerpo, 50-55; cola, 33-37; pata, 5-7; oreja, 12- 13.5; antebrazo, 31.5-36; peso, 5-7. Coloración general dorsal castaño dorada, ventralmente gris amarillento a ocráceo. Membranas alares pardas.

## Alimentación
El murciélagos pardos chicos son insectívoros, especialmente de coleópteros.

## Distribución geográfica
Se encuentra en Venezuela, al este de Brasil, Paraguay, Uruguay y el norte de Argentina.

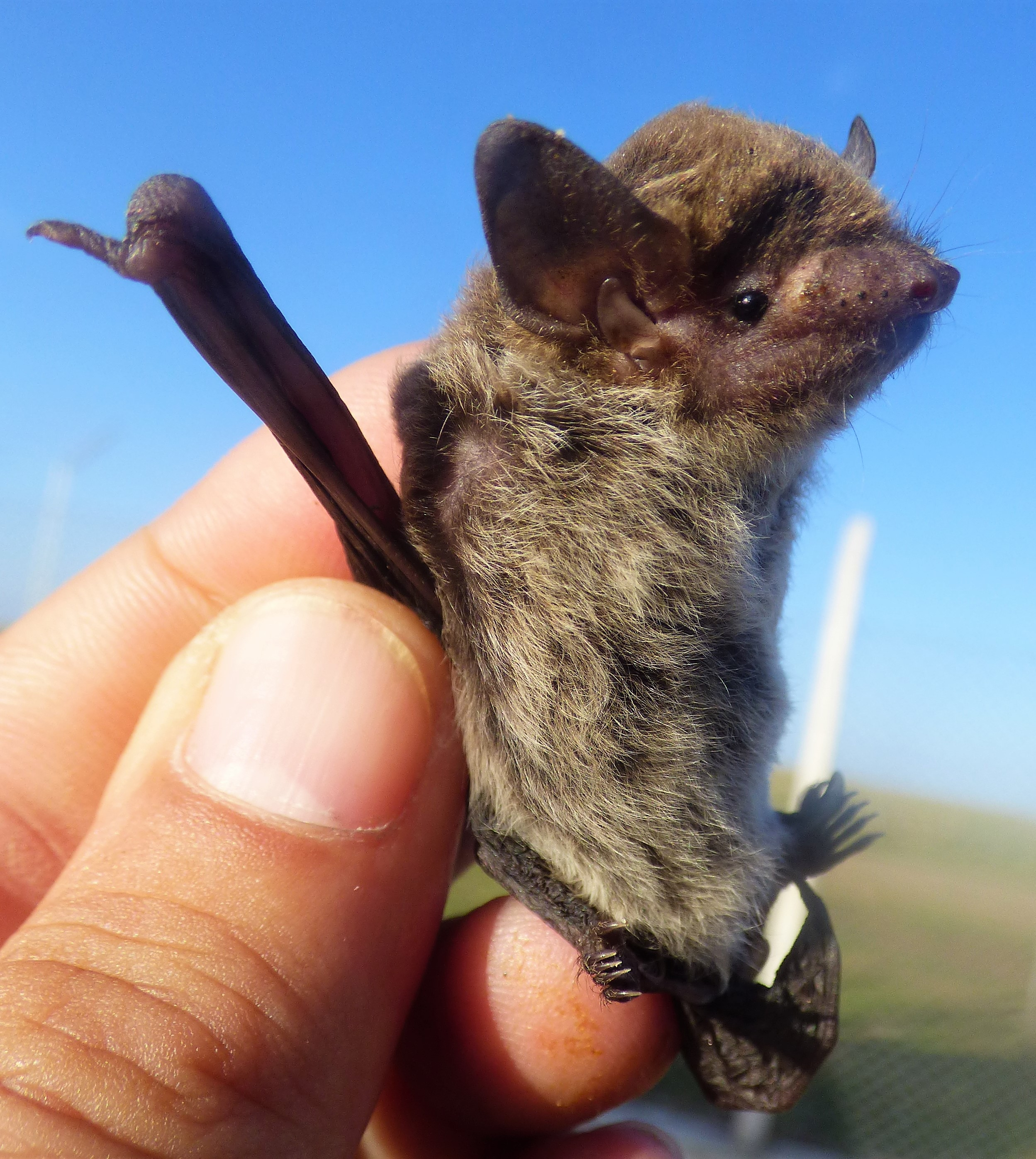
Ejemplar de eptesicus diminutus, Uruguay, 2018